# Украинский коллаборационизм во Второй мировой войне

Агитационный плакат дивизии СС «Галиция»: «Вставайте на борьбу с большевизмом в рядах Галицкой дивизии».

Украинский коллаборационизм — военно-политическое сотрудничество части украинского населения Польши и СССР (см. Коллаборационизм в Великой Отечественной войне) с нацистской Германией и её сателлитами во время Второй мировой войны.
Украинский коллаборационизм проявлялся в различных формах содействия и сотрудничества украинцев с нацистами, от участия в диверсионно-разведывательных формированиях, структурах администрации и полиции на оккупированной Германией территории, службе в рядах вермахта и СС, в пособничестве в уничтожении евреев, коммунистов, попавших в окружение солдат Красной армии, и прочих лиц, а также в иных формах.

## Причины украинского коллаборационизма
Причины украинского коллаборационизма были различными и неоднозначными и имели различные бытовые, психологические и мировоззренческие корни. Среди украинцев, сотрудничавших с нацистами, было значительное число антисоветски настроенных лиц, которые добросовестно и преданно служили нацистской Германии.
Во многом подобное отношение было вызвано наследием Австро-Венгерской империи — тем, что часть территории, на которой проживали этнические украинцы, входила ранее в состав Австро-Венгрии, многие учились на немецком языке в школах, служили в австро-венгерской армии, а после распада империи немало украинцев, оставаясь проживать на одной и той же территории, «успело» побывать гражданами таких государств, как Чехословакия, Словакия, Польша, Венгрия, Румыния, СССР, в которых они в различной степени подвергались разнообразным видам дискриминации, и приход немцев был воспринят ими как восстановление прежних «старых добрых порядков». В работе Института истории Украины НАН Украины в качестве основных причин коллаборационизма указывается желание галичан получить в свои руки хоть какую-либо власть и отомстить за долгие годы унижения и обид.
В материалах дела канадской комиссии по военным преступникам в качестве аргументации причин вступления значительного количества добровольцев Галиции в ряды СС указывалось:

Они добровольно записывались в дивизию не потому, что они любили немцев — но потому, что они ненавидели русских и коммунистическую тиранию— Заявление судьи Жюля Дешене 30 декабря 1986 года.
(имеется в виду добровольческая дивизия СС «Галиция», в которую за полтора месяца 1943 года записалось более 80 тысяч добровольцев из Галичины (округ г. Львов — около 63 тысяч, и около 19 тысяч из округа г. Краков).
Масштабы украинского коллаборационизма (как и коллаборационизма других народов СССР) долгое время замалчивались в СССР по идеологическим причинам. При этом, согласно данным немецкого командования и оценкам российских историков, только количество украинских легионеров, которые входили в вооруженные формирования на стороне Германии (вермахт, войска СС, полиция), составляло 250 тыс. (и было вторым по численности после русских — более 300 тыс.).

## Подготовка нападения на СССР
Сотрудничество украинских националистов со спецслужбами Германии началось практически с самого начала 1920-х годов. Ещё до прихода нацистов к власти они установили тесные связи с Абвером и получали от него финансирование. В немецких разведшколах прошло обучение несколько сотен бойцов ОУН, а суммарный объём финансовой помощи некоторые авторы оценивают в 5 млн марок. С другой стороны, после убийства Бронислава Перацкого немецкая полиция по первому же требованию польских властей арестовала и депортировала в Польшу Николая Лебедя, арестовала и заключила в немецкую тюрьму ещё одного активиста ОУН, Рико Ярого. Сотрудничество германских спецслужб с ОУН продолжалось вплоть до Второй мировой войны и нападения Германии на СССР.
По сведениям советской разведки, в начале 1930-х гг. глава ОУН Евгений Коновалец дважды лично встречался с Адольфом Гитлером, который, в частности, предложил направить группу украинских националистов на обучение в нацистскую партийную школу в Лейпциге. По сведениям польской офензивы[что?], первая такая встреча имела место ещё до прихода национал-социалистов к власти — в сентябре 1932 года. После встречи с Гитлером Коновалец в своей статье «Гитлер и украинское дело», напечатанной в газете УВО «На страже» (укр. «На сторожi»), призвал украинских националистов «стать густым казацким строем на стороне Гитлера, который создаст ворота на Восток».
После аншлюса Австрии ОУН получила для своих нужд замок близ села Зауберсдорф в районе Винер-Нойштадта к югу от Вены. Здесь члены ОУН получили возможность пройти начальную военную подготовку, которая, по воспоминаниям Евгения Стахива, включала в себя «вопросы военной теории, немного стратегии, международной политики», а также лекции по националистической идеологии, которые читал Иван Габрусевич («Джон»). Физической подготовкой занимался Иван Стебельский. Комендантом замка был бывший сотник армии Украинской Народной Республики. Общий контроль над подготовкой осуществлял Рико Ярый.
Руководство СССР было обеспокоено нарастанием активности ОУН и организовало убийство лидера организации Евгения Коновальца в Роттердаме в 1938 году. Смерть Коновальца привела сначала к кризису в ОУН. Она разоблачила фундаментальные разногласия между более радикальными членами ОУН, действовавшими в подполье на Западной Украине, и умеренными членами Провода украинских националистов, которые проживали за границей. Трения между эмиграцией и западноукраинским подпольем возникали ещё раньше, однако тогда авторитет Коновальца препятствовал расколу, а у сменившего Коновальца на посту главы ОУН Андрея Мельника такого авторитета в глазах галичан не было. Вступление в должность лидера ОУН человека, который на протяжении 1930-х годов не принимал активного участия в деятельности организации, обострили имевшиеся противоречия.
В декабре 1938 года около тридцати членов ОУН из числа бывших военнослужащих Украинской Галицкой армии получили возможность пройти шестимесячные офицерские курсы над озером Кимзе в Баварии. Непосредственно их подготовкой руководил генерал-лейтенант Теодор Эндерс. Ещё около 10 членов ОУН прошли четырёхнедельное полицейское обучение в Найсе и Бреслау в Верхней Силезии. Курсанты использовали псевдонимы, немецкие имена, им была запрещена переписка и любые контакты с семьями.
В марте 1939 года на Закарпатье было провозглашено независимое государство Карпатская Украина, просуществовавшее всего несколько дней. Основу его вооружённых сил составила Карпатская Сечь, находившаяся под контролем ОУН. 14 марта Венгрия при поддержке Польши начала военную интервенцию на Закарпатье, Карпатская Сечь пыталась оказывать сопротивление, но после нескольких дней упорных боёв Закарпатье было захвачено венгерской армией, значительная часть бойцов Сечи оказалась в венгерском плену. Согласно документам польского МВД, вторжение Венгрии в Карпатскую Украину осложнило отношения ОУН и Германии, но уже к середине апреля 1939 года Берлину удалось заверить руководство ОУН в неизменности политики Рейха по отношению к украинцам и поддержке их стремления к независимости.

### Легион Сушко
При нападении Германии на Польшу в сентябре 1939 года в состав немецко-словацкой группировки, наносившей удар со словацкой территории, вошли «Военные отряды националистов», действовавшие в качестве вспомогательного подразделения. Согласно первоначальным планам, «Украинский легион» готовился к проведению диверсий, ведению разведывательной и пропагандистской деятельности в тылу польских войск и организации вооружённых выступлений украинских националистов на Волыни и в Восточной Малопольше, что должно было сковать часть польской армии. Подписание в августе 1939 года Договора о ненападении между Германией и СССР и вступление советских войск на восток Польши в середине сентября привело к тому, что эти планы оказались нереализованными. По завершении немецкого вторжения «Украинский легион» был расформирован.

### Подполье ОУН в новых условиях

Флаг ОУН(м) частью историков считается одним из символов проявления украинского коллаборационизма с нацистами

В начале сентября 1939 года находившийся в польской тюрьме за убийство Бронислава Перацкого Степан Бандера смог сбежать, благодаря общей неразберихе, вызванной нападением Германии на Польшу. Он пешком дошёл до Львова, который уже заняла советская армия. Во Львове он конспиративно пробыл около двух недель. Ознакомившись со складывающейся обстановкой, Бандера счёл необходимым перестроить всю работу ОУН и направить её против нового главного врага — СССР. Многие члены ОУН, поддержали планы Бандеры, касающиеся дальнейшей деятельности организации и предусматривающие расширение сети ОУН на всю территорию Украинской ССР и начало борьбы против советской власти на Украине. В октябре 1939 года Бандера нелегально переходит германо-советскую демаркационную линию и перебирается в Краков на территорию Генерал-губернаторства, где активно включился в деятельность ОУН, отстаивая идею её реорганизации. Бандера смог заручиться поддержкой среди активистов-подпольщиков Западной Украины и Закарпатья, а также некоторых представителей руководства ОУН, проживавших в эмиграции в странах Европы и сохранявших непосредственную связь с подпольем. ОУН под руководством Бандеры начало готовить вооружённое восстание в Галиции и на Волыни.
По оценкам современных украинских историков, на конец 1939 года в ОУН насчитывалось 8-9 тыс. членов (максимум 12 тысяч, если считать всех активно сочувствующих националистическим идеям). Часть ОУН во главе с Андреем Мельником считала, что необходимо делать ставку на нацистскую Германию. Другая часть во главе с Бандерой продвигала идею создания вооруженного подполья и ведения подготовки к партизанской войне, в том числе и с нацистами. Все сходились только на том, что Советский Союз — главный враг.
Мельник и Бандера не сумели договориться. Раскол ОУН на «мельниковцев» и «бандеровцев» в Риме 10 февраля 1940 года был таким же, как раскол РСДРП на «большевиков» и «меньшевиков». ОУН(б) — бандеровская и ОУН(м) — мельниковская. Каждая группировка с этого момента провозглашала себя единственно законным руководством ОУН. Сторонники Степана Бандеры были готовы к радикальным методам борьбы. Ещё до того, как Германия напала на СССР, они приняли решение: «в случае войны воспользоваться ситуацией, взять власть в свои руки и на освобожденных от московско-большевистской оккупации частях украинской земли построить свободное Украинское государство». Единственное, чего не учитывали националисты — это отношение к их планам самой Германии. Бандеровцы надеялись, что сам факт их выступления против СССР заставит немцев признать их союзниками и способствовать установлению независимой Украины.

### Подготовка украинских диверсантов
В марте 1940 года с помощью Абвера руководство ОУН забросило диверсионные группы для проведения саботажа и акций гражданского неповиновения во Львов и на Волынь. Группы диверсантов также были направлены в районы Влодава и Бяла-Подляска; большая их часть была нейтрализована НКВД. Среди 658 задержанных бойцов ОУН оказалось шесть членов Краевой экзекутивы, члены областных и районных проводов, руководитель Львовского городского провода.
На территории Генерал-губернаторства в лагерях Абвера началось активное обучение членов ОУН-Б военному и диверсионному делу. Среди экзаменаторов были Роман Шухевич и Ярослав Стецько. Для наиболее перспективных действовали штабные и специальные курсы в Кракове. Проводились тактические учения с боевыми стрельбами. На территории Украинской ССР члены ОУН-Б собирали информацию о расположении воинских частей и складов Красной армии, а также подробную информацию о комсоставе РККА. Информация, полученная НКВД в августе 1940 года от перехваченного связного ОУН-Б из Кракова, опять сорвала запланированное восстание. В ходе мероприятий НКВД против подполья ОУН-Б было захвачено более 2 тысяч винтовок, 43 пулемета, 600 пистолетов и прочее военное снаряжение и амуниция. ОУН-Б пришлось отозвать раскрытых резидентов на территорию Генерал-губернаторства. Произошло 86 боевых столкновений между «бандеровцами» и советскими пограничниками при попытках перехода крупных вооруженных групп ОУН-Б на немецкую и венгерскую территории.
15—19 января 1941 года во Львове состоялся «Процесс пятидесяти девяти». Большая часть обвиняемых была приговорена к высшей мере наказания — расстрелу. Но некоторым все же удалось спастись. Среди них был будущий организатор и первый глава УПА Дмитрий Клячкивский. Ему смертный приговор был заменен 10 годами заключения. С началом Великой Отечественной войны ему удалось бежать из тюрьмы. В ходе того же процесса следователи НКВД установили: «После ареста Краевой Экзекутивы приехавший из-за границы по поручению Краковского центра ОУН Мирон Дмитрий (псевдоним „Роберт“) вместе с Зацным Львом (псевдоним „Троян“) принимают меры для возобновления разгромленной Краевой экзекутивы ОУН и ещё больше активизируют антисоветскую деятельность ОУН, чтобы подчинить всё одной цели — подготовке вооружённого восстания против Советской власти, захвату власти в свои руки и созданию так называемого самостоятельного Украинского государства фашистского типа, по принципу „Украина для украинцев“. Готовя вооружённое восстание против Советской власти, ОУН рассчитывала не только на собственные силы, но также на интервенцию одного из соседних государств, причём краковский центр ОУН вел переговоры с рядом иностранных государств о прямой интервенции против Советского Союза».
Зимой 1940−1941 годов подготовка членов ОУН на территории Генерал-губернаторства продолжалась в ещё большем объёме. Спецподготовку по диверсионной работе в лагерях Абвера Закопане, Крыныци, Команчи проходило несколько сотен «бандеровцев». Абвер выделил ОУН 2,5 млн марок. В обмен на это националисты снабжали немецкую разведку информацией об СССР: о частях Красной армии и внутренних войск НКВД, их вооружении, дислокации, численности, командном составе, местах проживания семей командиров, о военных объектах.
Первый программный документ ОУН(б), «Манифест ОУН», датируется декабрём 1940 года, в нём содержался призыв вступать в ряды Революционной ОУН под руководством Степана Бандеры.
Весной 1941 года «бандеровцы» вновь стали перебрасываться на территорию СССР. Снова возросла активность националистического подполья — только в апреле 1941 года бойцы ОУН убили 38 советских и партийных работников, провели десятки диверсий на транспортных, промышленных и сельскохозяйственных объектах.

## После начала Великой Отечественной войны

Сине-жёлтый флаг использовался в течение 1941—1942 гг. органами местного самоуправления и полицейскими частями, хотя эта символика не имела официального статуса. Оккупационная немецкая администрация вначале попустительски относилась к вывешиванию флага, однако начиная с середины 1942 года на местах начала вводить запреты на использование украинской символики.

Личный состав полка «Бранденбург 800», батальонов «Роланд» и «Нахтигаль» принял участие в боевых действиях против СССР.

### Львовские события в июне-июле 1941 года

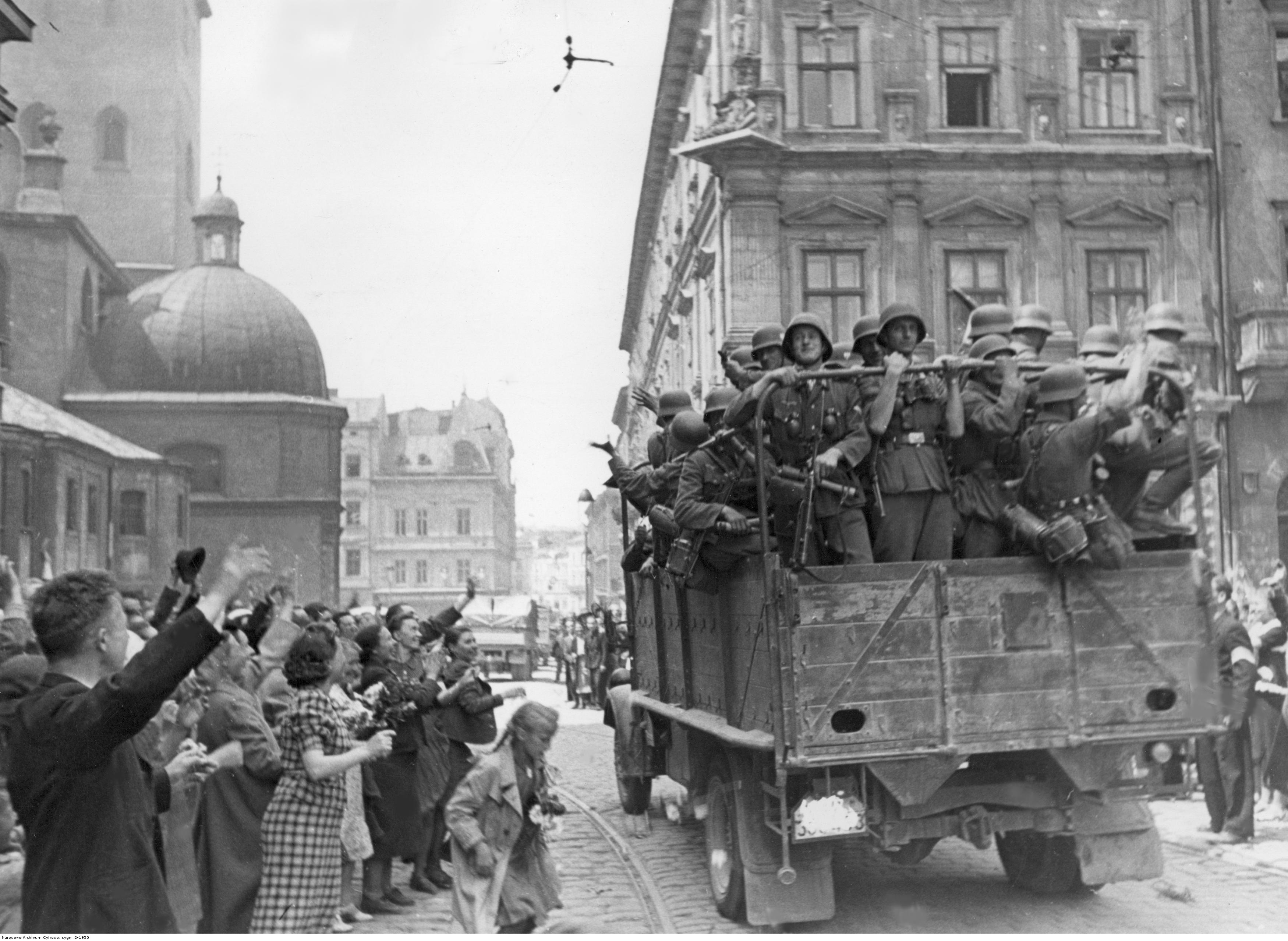
Жители Львова встречают немецких солдат, июнь 1941 года

Причастность батальона «Нахтигаль» к репрессиям и убийствам мирного населения во Львове (в частности, к уничтожению с 1 по 6 июля 1941 года около трёх тысяч советских активистов, еврейскому погрому и резне львовских профессоров) остаётся дискуссионным вопросом. Это важно ещё и потому, что одним из его командиров был будущий главнокомандующий УПА Роман Шухевич. То, что украинцы принимали в погроме самое активное участие, не подлежит сомнению. Частично погромы начались ещё до прибытия в город немцев.
Есть свидетельства, что через радиоэфир из захваченных украинскими националистами радиостанций, они призывали уничтожать евреев. Согласно докладу айнзацгруппы, после отхода советских войск во Львове местные жители согнали 1000 евреев в тюрьму НКВД, затем большую их часть убила украинская полиция, которая была организована ОУН, однако состояла не только из её членов.
Немецкий историк Дитер Поль считает, что информация об участии членов батальона «Нахтигаль» в Львовском погроме, противоречива. Вероятно, солдаты 2-й роты батальона принимали участие в расправе над евреями в тюрьме Бригидки. Однако не все ученые согласны с тем, что батальон участвовал в погроме. Ответу на вопрос, участвовал ли батальон «Нахтигаль» в уничтожении поляков и евреев во Львове, посвящена глава книги украинского историка, исследователя украинского национализма Ивана Патриляка. В ней он рассматривает как сами источники, касающиеся пребывания бойцов «Нахтигаля» во Львове, так и формирование советского историографического стереотипа об участии подразделения дружин украинских националистов в уничтожении евреев и польских профессоров. После изучения источников Патриляк приходит к выводу, что, хотя в предвоенной идеологии ОУН содержались положения, призывающие к уничтожению евреев, имеющиеся в наличии источники не подтверждают версию о том, что члены «Дружины» участвовали в уничтожении евреев, он признаёт, что в уничтожении евреев принимали участие некоторые украинцы — члены полицейских формирований (но не батальона «Нахтигаль»). В еврейском погроме, по его мнению, участвовали только украинские деклассированные элементы (укр. «шумовиння»). «Нахтигаль» как организация, по его мнению, в антиеврейских акциях замешан не был, а убийство некоторыми бойцами батальона евреев, учинённое через несколько дней в Винницкой области членами батальона, было совершенно «в состоянии аффекта» по просьбе населения и не было отражением политики ОУН по отношению к евреям.
Немецкая администрация создала условия для уличного погрома, а затем немцы расстреливали евреев. По крайней мере, после 2 июля инициатива расстрелов евреев исходила от немецкой стороны. 2 и 3 июля во Львове подразделения айнзацгруппы Отто Раша совместно с созданной до этого Украинской народной милицией, которую на тот момент возглавлял один из лидеров ОУН-Б Евгений Врецьона, впоследствии член УГВР, расстреляли около 3 тысяч евреев в качестве «ответа» за уничтожение украинских заключенных. УНМ со 2 июля была включена в систему немецкой администрации и подчинялась СС.

### Действия ОУН(б) на оккупированной территории

Флаг ОУН(б) и УПА

С началом войны боевикам ОУН(б) на территории УССР руководством орагнизации ставилась задача: «убивать командиров и политруков», «саботировать действия администрации, распространять дезинформацию и сеять панику, срывать мобилизацию, нападать на воинские казармы и гарнизоны, склады и узлы связи, обеспечить нарушение телефонной и телеграфной связи, уничтожение мостов и создание завалов на дорогах, уничтожение транспорта». Пленные русские должны были передаваться немецкой администрации или ликвидироваться, а «политруков, коммунистов и энкаведистов» предписывалось ликвидировать на месте. Сохранившиеся отчёты ОУН(б) показывают, что данные указания выполнялись с большой инициативой.
С нападением Германии на СССР, подпольщики ОУН подняли мощное антисоветское восстание. К началу войны Краевому проводу ОУН на западноукраинских землях удалось мобилизовать 10 000 бойцов, которые начали бои с отступающими советскими войсками. Были случаи, когда отряды ОУН ещё до прихода немцев занимали города. Партизанские отряды украинских националистов убивали отдельных сотрудников НКВД, красноармейцев, призывали население не помогать Красной армии. Многие местные жители, мобилизованные в РККА, сами дезертировали и переходили к ОУН. С приходом немецких войск местное население активно помогало им в преследовании попавших в окружение красноармейцев. Всего в ходе поднятого ОУН антисоветского восстания в начале войны Красная армия и части войск НКВД потеряли в столкновениях с украинскими националистами около 2100 убитыми и 900 ранеными, потери же националистов лишь на территории Волыни достигли 500 человек убитыми. Членам ОУН удалось поднять восстание на территории 26 районов современных Львовской, Ивано-Франковской, Тернопольской, Волынской и Ровненской областей. Партизаны сумели установить свой контроль над 11 районными центрами и захватить значительные трофеи (в донесениях в Государственное правление во Львове сообщалась о 15 тыс. винтовок, 7 тыс. пулемётов и 6 тыс. ручных гранат).
Перед началом боевых действий ОУН(б) были созданы «походные группы», которые должны были следовать за передовыми частями вермахта, ведя политическую пропаганду и организуя вооруженную «украинскую милицию». Планировалось, что в условиях относительно либерального характера немецкой оккупации националисты получат возможность распространять свои идеи по всей территории Украины, подготавливая, таким образом, почву для будущего выступления за независимость украинского государства.
Общее руководство походными группами осуществлял Дмитрий Мирон («Орлик»). Судьба этих групп была различной. Северная и восточная группы были преимущественно разгромлены СД и гестапо с началом осенних немецких репрессий против националистов. Большая часть их лидеров была арестована, части удалось уйти в подполье и начать создание сети ОУН по всей Украине. Южной группе повезло больше: ей удалось добраться до Одессы и создать там сильную базу ОУН.
После расширения Генерал-губернаторства, 7 августа 1941 года Краевой центр (укр. провід) ОУН(б) на западноукраинских землях издаёт декларацию, в которой, в частности, указывалось: «украинские националисты примут активное участие в общественной работе на всех участках национальной жизни. ОУН не идёт — вопреки провокационным сведениям вредителей украинскому делу — на подпольную борьбу против Германии».

#### «Украинская держава», провозглашенная 30 июня 1941 года
В тылах передовых частей немецких войск, с группой сторонников во Львов прибыл первый заместитель руководителя ОУН(б) Степана Бандеры Ярослав Стецько, где последний созвал «Украинское национальное собрание» (укр. «Українські національні збори»), провозгласившее 30 июня 1941 «Украинскую державу», которая, по мысли украинских националистических лидеров, получила бы такой же статус, как и Словакия под руководством Йозефа Тисо или Хорватия под руководством Анте Павелича и которому предстояло вместе с Великой Германией устанавливать новый порядок по всему миру во главе с «вождём украинского народа Степаном Бандерой». Сам Стецько возглавил Украинское государственное правление.
3 июля 1941 года Стецько отослал письма с приветствиями лидерам стран «оси»: Гитлеру, Муссолини, Миклошу Хорти, Иону Антонеску, Густаву Маннергейму, Франсиско Франко, Анте Павеличу и Йозефу Тисо, подчеркивая, что его государство — член «Новой Европы», поддержки которой он ищет сейчас. Он также заявил Павеличу, что украинцы и хорваты — «оба революционных народа, закаленные в боях, будут гарантировать создание здоровой обстановки в Европе и нового порядка».
Некоторые исследователи оценивают арест «правительства» Стецько как начало противостояния ОУН и нацистской оккупационной власти на Украине, проявление оппозиционности ОУН в отношении Германии. Однако летом 1941 года ещё ни о какой оппозиционности ОУН — по крайней мере, официальной — речи не шло. Несмотря на начавшиеся аресты руководства ОУН, украинские националисты призывали украинский народ поддерживать Германию. ОУН(б) публично открещивалась от всех призывов к борьбе с оккупационными властями, распространяемых от имени ОУН, как от провокации: «Организация украинских националистов не пойдёт на подпольную борьбу против Германии, и на этот путь не толкнут её никакие предатели и враги». Некоторые походные группы ОУН шли на открытое сотрудничество с оккупационными властями. Один из руководителей походной группы, например, 16 июля 1941 года в своём отчёте указывал: «Наши дела больше свидетельствуют об искреннем сотрудничестве ОУН с немцами, чем все воззвания, и это главное». Расхождения между ОУН и немецкой администрацией заключались в том, что последняя ни в каком виде не признавала независимости Украины, её государственности.
30 августа 1941 года в Житомире в результате террористического акта погибли члены провода ОУН(м) Емельян Сенник и Николай Сциборский. Руководство ОУН(м) немедленно возложило вину за это преступление на «бандеровцев».
Утром 15 сентября прошли массовые аресты, жертвами которых стало до 80 % руководящих кадров ОУН(б). Всего в 1941 году гестапо арестовало более 1500 «бандеровских» активистов.

#### «Украинская национальная революционная армия»
В тексте «Акта провозглашения Украинской державы» от 30 июня 1941 года было указано : «Украинская национальная революционная армия создаётся на украинской земле, будет бороться дальше совместно с союзной немецкой армией против московской оккупации за Суверенную Соборную Украинскую Державу и новый порядок во всём мире». Предложение о создании «украинской армии, которая войдёт в войну на стороне Германии и будет вести её совместно с немецкой армией так долго, пока на всех фронтах современной войны она не победит», встречается и в меморандуме от 14 августа 1941 года, направленном ОУН(б) немецкой стороне.
1 июля 1941 года во Львове и его окрестностях было распространено обращение Краевого руководителя ОУН(б) на «Материнских украинских землях» Ивана Климова, подписанное псевдонимом «лейтенант Евген Легенда», в котором оглашалось о создании «Украинской национальной революционной армии». В дальнейшем было издано ещё несколько обращений. Так в третьем таком обращении указывалось: главная роль на первом этапе войны на Востоке принадлежит Немецкой Армии. Пока немцы будут биться с москалями, мы должны будем создавать свою сильную армию, чтобы потом приступить к разделу мира и его упорядочиванию.
Уже к осени, однако, создаваемые по приказу Клымива отряды были распущены. Сам Клымив после этого перешёл на активные антинацистские позиции и стал ярым сторонником начала вооружённой борьбы с Германией.

#### Украинская народная милиция и Украинская вспомогательная полиция
С началом операции «Барбаросса» ОУН(б) на захваченных вермахтом территориях начала формирование отрядов Украинской народной милиции. 25 июня 1941 года Я. Стецько в своем письме-отчёте С. Бандере писал: «создаем милицию, которая поможет убирать евреев».

28 июля 1941 года 

№ 82/п

г. Львов 28 июля 1941
Службе безопасности ОУН во Львове
Нас уведомляет протоирей отец Табинский: наша милиция проводит теперь с немецкими органами многочисленные аресты жидов. Перед ликвидацией жиды защищаются всеми способами, в первую очередь деньгами. В соответствии с информацией отца Табинского, среди наших милиционеров есть те, которые за золото или деньги освобождают жидов, они должны быть арестованы. У нас нет никаких конкретных данных, но мы передаем вам для информации и дальнейшего использования.
Слава Украине.
Организация украинских националистов.

Главный отдел пропаганды.

С осени 1941 года ОУН(б) уделяет внимание наполнению Украинской вспомогательной полиции своими сторонниками не только на западе, но и на востоке Украины — «украинская национально-сознательная молодёжь должна массово добровольно записываться в кадры украинской полиции» на восточноукраинских землях. Именно подразделения украинской полиции (4—6 тыс.) стали важной составляющей частью формирования УПА весной 1943 года.
Специальные отряды полиции были задействованы в уничтожении евреев, при этом была задействована и украинская милиция, а также, на добровольных началах, военнослужащие. Так, к концу осени 1941 года эти формирования приняли активное участие в уничтожении от 150 до 200 тыс. евреев только на территории Рейсхскомиссариата Украина. В 1942 году они продолжили участие в уничтожении еврейского населения в западных и восточных областях Украины. Они также входили в состав охраны концентрационных лагерей для военнопленных и еврейских гетто.

### Буковинский курень
Одной из дискуссионных тем в историографии является участие Буковинского куреня Петра Войновского в расстреле евреев в Бабьем Яре в сентябре 1941 года. Долгое время считалось, что бойцы Буковинского куреня принимали участие в расстреле евреев в Бабьем Яре. Но в последнее время появились работы, опровергающие это. Однако достоверно известно, что при выступлении куреня с Буковины для демонстрации своего лояльного отношения к Германии руководством ОУН Буковины во главе с Войновским после отступления советских войск была организована серия еврейских погромов. Только в селе Милиеве 5 июля было уничтожено 120 человек. Подобные расправы над евреями были учинены ещё как минимум в 6 селах.

### Украинские формирования охранной полиции (шуцманшафта)

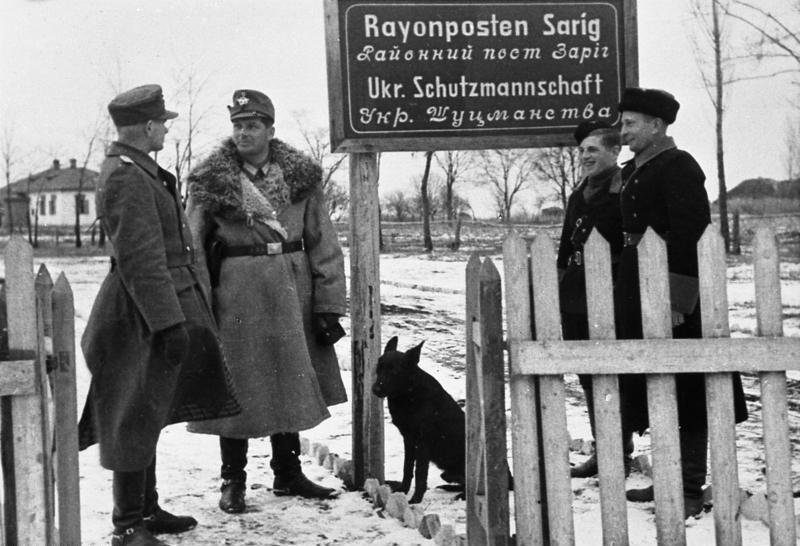
Руководитель районного шуцманского поста в селе Зарог (Полтавская область) гауптвахмистр полиции порядка Фолькманн даёт указания своим подчинённым, декабрь 1942 года

| - Нарукавные знаки украинских батальонов так называемой «Вспомогательной полиции» немецкой охранной полиции в Pейхском комиcсариате Украинa - 106-й - 114-й - 115-й и 118-й - Офицерский |

Из числа военнопленных красноармейцев, представлявших разные народы СССР, и украинских коллаборационистов, не в последнюю очередь, из личного состава Киевского и Буковинского куреней были сформированы батальоны украинской охранной полиции (шуцманшафт-батальоны или «шума») под номерами 109, 114, 115, 116, 117 и 118. Главным их назначением была борьба с советскими партизанами.
Распоряжением рейхсфюрера СС Генриха Гиммлера от 6 ноября 1941 года для всех восточных полицейских формирований была введена сплошная нумерация. В частности, подчинённым начальнику СС и полиции «Россия-Юг»[прояснить] и Рейхскомиссариата Украина были присвоены номера с 101 до 200.
Специально для вооружённой борьбы с белорусскими партизанами из числа легионеров «Нахтигаля» и «Роланда» в конце октябре 1941 года был сформирован 201-й батальон шуцманшафта, которым командовал майор Евгений Побегущий, его заместителем был Роман Шухевич. В середине марта 1942 года батальон был переброшен в Белоруссию. Здесь он стал именоваться подразделением 201-й полицейской дивизии, которая вместе с другими бригадами и батальонами действовала под руководством обергруппенфюрера СС Эриха фон дем Баха. Побегущий писал в своих мемуарах, что белорусы хорошо относились к 201-му охранному батальону. Подобное же отношение отмечал и другой член ДУН Теодор Крочак.
Другие охранные батальоны (202-й—208-й), сформированные в Галиции из галичан-украинцев, участвовали в казнях советских граждан русского, белорусского, украинского и еврейского происхождения в Золочеве, Тернополе, Сатанове, Виннице и в других городах и селах Украины и Белоруссии.
Украинская полиция Ратновского района Волынской области во главе с Логвинским[кто?] и М. Зенюком[кто?], совместно с 3-м батальоном 15-го полицейского полка (рота «Нюрнберг»), 23 сентября 1942 года полностью уничтожила волынское село Кортелесы. 2892 мирных жителя были расстреляны (в том числе 1620 детей), село полностью сожжено. Одновременно были уничтожены соседние села Бирки, Заболотье, Борисовка.
50-й украинский охранный батальон участвовал в антипартизанской операции на территории Белоруссии «Зимнее волшебство» (нем. Winterzauber) в треугольнике Себеж — Освея — Полоцк, проведённой в феврале — марте 1943 года. Во время этой операции было разграблено и сожжено 158 населённых пунктов, в том числе вместе с людьми сожжены деревни: Амбразеево, Аниськово, Булы, Жерносеки, Калюты, Константиново, Папоротное, Соколово.
54-й украинский полицейский батальон под командованием майора Хэннифельда в октябре 1942 года совместно с зондеркомандой Дирлевангера участвовал в «усмирении района» вдоль дороги Белыничи-Березино, а затем — вокруг Червеня. В 1943 году участвовал в операции «Коттбус», по окончании которой был включен в состав 31 полицейского полка
57 украинский полицейский батальон в мае 1943 года принимал участие в карательной операции «Молния», в частности, в уничтожении деревни Застаринье Новогрудковского района. Всех жителей деревни загнали в дома и сожгли. Было уничтожено 287 человек и 108 домов. Та же участь постигла деревни Заполье и Ятра. Приказом Готтберга от 24 июня 1943 года батальон направлен в Барановичи «для уничтожения появившихся там банд».
Украинская полиция Рейхскомиссариата Украина неоднократно участвовала в массовых карательных акциях — таких, как ликвидации Ровенского еврейского гетто, расстрелах в Бабьем Яру и других.
Украинские батальоны участвовали в охране 50 еврейских гетто и 150 крупных лагерей, созданных оккупантами на Украине, также в депортации евреев из варшавского гетто в июле 1942 года. Украинская полиция участвовала в убийстве еврейского населения в Чуднове (500 человек, 16 октября 1941 года), в Радомышле и Белой Церкви украинские полицейские уничтожили еврейских детей. В Дубно 5 октября 1942 года украинские полицейские расстреляли 5 тысяч евреев.
Только в дистрикте Галиция в украинской полиции служило около 20 тысяч добровольцев.

### Отношение украинского населения к сотрудничеству с нацистами
С вторжением немецких войск и их союзников на территорию Украинской ССР (в границах до сентября 1939 года) отчеты СД и походных групп ОУН отмечают резкий контраст — если на бывших польских территориях для немцев строились торжественные арки, большинство украинского населения приветствовало их как освободителей, а в множестве населенных пунктов Галиции советская власть ликвидировалась ещё до вступления в них вермахта, то на Советской Украине подобного практически не происходило. Настроения местного украинского населения к пришельцам колебались от апатии до скрытой ненависти. Лишь немногие оставшиеся на советской территории сторонники и участники различных антибольшевистских формирований и партий 1917—1921 годов вяло поддерживали происходящее. В то время как в ряде районов Западной Украины местное население продолжало отлавливать по лесам «окруженцев, коммунистов и жидов», на Советской Украине проходили расстрелы местных жителей, укрывавших и оказывавших помощь партизанам и окруженцам. Осенью 1941 в сообщениях СД из Рейхскомиссариата Украина регулярно упоминается о ликвидации отрядов и групп «большевистских партизан» и «большевистских агентов, проникших в администрации с целью саботажа». Сообщения из Генерал-губернаторства, кроме прочего, сообщали о достижении спокойствия после прекращения активной борьбы за власть между ОУН(б) и ОУН(м).
С появлением немецких войск на территории Украины, украинские коллаборационистские организации, которые надеялись на получение государственной независимости Украины, тем или иным способом сотрудничали в определённое время с немецкими общественными или военными органами. Но скоро (по крайней мере, уже в 1942—1943 годах) выяснилось, что немецкая власть оказалась даже хуже власти времен СССР. Большие надежды возлагались на самовольное провозглашение 30 июня 1941 года во Львове силами ОУН (б) «Акта провозглашения Украинского государства», которым было обновлено украинское государство (в союзных отношениях с Германией) и создано украинское национальное правительство (Государственное правление) во главе с Ярославом Стецко. Но эта попытка, невзирая на её достаточно лояльное отношение к Третьему рейху, была воспринята более чем враждебно: уже 4 июля 1941 года настоящий Акт был отменён немцами, а Степана Бандеру и Ярослава Стецко, после их отказа отзывать Акт, арестовали и депортировали в Германию, где их держали до 1944 года в концентрационном лагере Заксенгаузен.

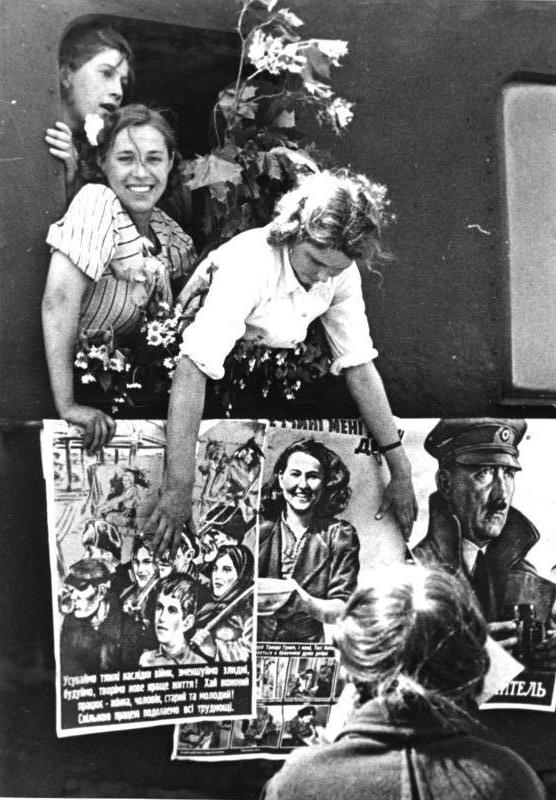
Украинки едут на работу в Германию, май 1943 года

С 18 сентября 1941 года немецкие власти начали разоружение Украинской народной милиции, организованной ОУН. В октябре в Миргороде гестапо арестовало и казнило руководителя Восточной походной группы ОУН Николая Лемика. В Херсоне в конце 1941 года немцами была раскрыта «бандеровская» организация, в которую входил заместитель бургомистра и начальник полиции Конрад, впоследствии расстрелянный. В 1941—1943 годах в Бабьем Яру был расстрелян 621 член ОУН, среди них — известная украинская поэтесса Елена Телига вместе с мужем, а также журналист и бывший военнослужащий «Карпатской Сечи» Иван Рогач. У Степана Бандеры в 1942 году в концентрационном лагере Освенцим погибли два родных брата — Александр и Василий. По наиболее распространённой версии, они были забиты насмерть поляками-фольксдойче, сотрудниками персонала Освенцима. Немцами было расстреляно много местных и сельских председателей, которые сначала были готовы сотрудничать с ними. Также, первый бургомистр Киева Александр Оглоблин был снят уже через месяц после назначения на эту должность — за «избыточную» пропаганду украинской национальной культуры, а второго — Владимира Багазия — через четыре месяца немцы расстреляли в Бабьем Яру. В июле 1942 года при попытке сбежать от гестаповцев в Киеве был застрелен Дмитрий Мирон («Орлик»). Он был проводником ОУН-Б на Центральной и Восточной Украине. В сентябре 1942 года в Киеве, помимо прочего, был арестован член ОУН(м), начальник охранной полиции. 1 декабря 1942 года истёк срок годичного контракта военнослужащих 201-го шуцманшафт-батальона, однако никто из них не согласился подписать новый контракт. Батальон был расформирован, а бывших солдат и офицеров начали группами перебрасывать во Львов, где рядовых солдат уволили со службы, а офицеров арестовало гестапо и поместило под стражу до апреля 1943 года. Некоторым из них — в том числе Роману Шухевичу — удалось скрыться ещё во время конвоирования во Львов.

### Украинская повстанческая армия
На сегодняшний день проблема Украинской повстанческой армии относится к дискуссионным темам истории Украины, точка зрения на характер этой организации во время существования независимой Украины колеблется между позитивной («борцы за независимость, герои Украины») и негативной («нацистские коллаборационисты, предатели Украины»). Их оценка часто опирается на пропагандистские штампы обеих сторон. Вопрос об официальном признании УПА воюющей стороной во Второй мировой войне до сих пор остается не до конца решённым.
По оценке учёного-политолога Оттавского университета Ивана Качановского, по меньшей мере 46 % лидеров ОУН(б) и УПА во время Второй мировой войны служили в Украинской вспомогательной полиции, батальонах «Нахтигаль» и «Роланд», дивизии СС «Галиция», местной администрации, или учились в организованных немцами военных и разведывательных школах. В частности, по крайней мере 23 % служили во вспомогательной полиции, 201-м батальоне шуцманшафта и других полицейских формированиях, 18 % — в военных и разведывательных школах в Германии и оккупированной Польше, 11 % — в батальонах «Нахтигаль» и «Роланд», 8 % — в районных и местных административных органах на Украине во время нацистской оккупации и 1 % — в дивизии СС «Галиция». В то же время, по крайней мере 27 % лидеров ОУН(б) и УПА были арестованы или интернированы немецкими спецслужбами, полицией или прочими оккупационными силами. Любопытно, что все перечисленные Качановским арестованные, за исключением Ивана Климова, который погиб под пытками в застенках гестапо, либо были выпущены на волю, либо смогли бежать. Аналогичным образом, Степан Бандера и абсолютное большинство других высших руководителей ОУН, арестованных или задержанных нацистами, не были уничтожены, а были освобождены немцами в конце войны.
Окончательное решение о выступлении против немцев ОУН(б) приняла только на III конференции 17—21 февраля 1943 года. В течение всего 1942 года повстанческое движение проходило под девизом: «наша вооруженная борьба против немцев была бы помощью Сталину». Поэтому ОУН(б) воздерживалась от активных действий против Германии и занималась, в основном, подпольной деятельностью и пропагандой. Ситуация изменилась в начале 1943 года, когда Красная армия перешла в контрнаступление под Сталинградом. Воспоминания многих очевидцев свидетельствуют, что одной из причин создания УПА стала активная деятельность на территории Полесья и Волыни советских партизан. В связи с этим руководство ОУН(б) пришло к выводу, что оно может потерять влияние в этих регионах. Часть организаторов III конференции ОУН(б), убеждённая в близком поражении Германии, высказывалась за то, чтобы как можно быстрее начать борьбу с нацистами. Михаил Степаняк предложил начать восстание против немцев и выбить их с Украины до прихода Красной армии. После удачного антигерманского восстания, по его мнению, попытки СССР завоевать эти территории выглядели бы в глазах западных союзников как империализм. Его предложения были поддержаны Проводом, но так и не были воплощены в реальность из-за противодействия Романа Шухевича и Дмитрия Клячкивского, по мнению которых нужно было воевать не против немцев, а против советских и польских партизан, борьба же против нацистов — второстепенна. Это подтверждают доводы современного немецкого историка Тимма Рихтера: «Просачивание красных партизан на украинскую территорию существенно форсировало развитие УПА, ведь именно они являлись смертельными врагами украинских националистов. Поэтому стычки с партизанами и наступающей Красной Армией были гораздо ожесточеннее, чем с немцами». Немецкие документы также указывают на то, что в течение 1942 года ОУН(б) не проводила никаких активных боевых действий против нацистской администрации и что её активное вооружённое выступление на Волыни и Полесье началось в марте 1943 года. Единственные заметные вооружённые столкновения, произошедшие в 1942 году — перестрелка при захвате СД подпольной типографии в Харькове 17 октября, которая окончилась арестом 11 боевиков ОУН, и перестрелка с бандеровцами во Львове 27 ноября, в которой погиб штурмбаннфюрер СС Герхард Шарфф, а другой эсэсовец был ранен.
Хотя по словам Михаила Степаняка «решения антинемецкого характера не были приведены в жизнь», но в немецком документе от 19 марта 1943 года, говорится, что «Наблюдавшееся недавно стремление групп Бандеры и Мельника к сближению можно рассматривать как несостоявшееся. Движение Бандеры принципиально отклонило совместные действия с группой Мельника на том основании, что „летом 1940 г. Мельник сотрудничал с немецкими инстанциями“.». В том же документе говорится: «В зоне действия командира Полиции безопасности и СД Харькова нелегальная группа НКВД общалась с группой Бандеры и совершенно открыто сотрудничала с ней.», а так же: «Более того, группа Бандеры перешла к воплощению в жизнь своей пропаганды бандитской войны. Например, в области Сарны — Костополь действует мощная банда Бандеры под руководством украинца Боровца, который одновременно является ответственным за партизанское движение в центральном руководстве ОУН Бандеры. Банда, состоящая из 1 тыс. человек, никоим образом не наносит вреда местному населению, но свои акции направляет исключительно против немецких органов и учреждений. Из перехваченных тайных приказов видно, что она концентрируется на „непосредственно предстоящей попытке переворота“.».
Многие из нападений на немцев, приписываемые украинскими историками УПА, совпали по времени с дезертирством членов украинской вспомогательной полиции на Волыни в марте — апреле 1943 года. Большинство населенных пунктов на Волыни перешли под контроль УПА в результате массового дезертирства 4—6 тыс. из общего числа 12 тыс. украинских полицейских в этом районе. В 1943 году на Волыни существовали целые повстанческие «республики» УПА — территории, с которых были изгнаны нацисты и учреждены администрации ОУН. Примером одной из таких «республик» была Колковская. Она просуществовала с апреля по ноябрь 1943 года, когда была разгромлена немецкой армией. Нацистская полиция на Волыни в тот период насчитывала всего 1,5 тысяч человек. Колки были захвачены УПА без сопротивления после того, как большая часть местных полицейских присоединилась к УПА, а небольшой отряд немцев покинул город. Отрядами УПА командовали Николай Ковтонюк и Степан Коваль, которые ранее руководили полицией в Луцке и стали организаторами УПА на Волыни. Сохранившиеся архивы полиции показывают, что под руководством обоих будущих командиров УПА, их подчиненные принимали участие в уничтожении гражданского населения, евреев и советских военнопленных.
Антигерманский фронт ОУН и УПА, возникший в начале 1943 года и просуществовавший до середины 1944 года, не получил приоритетного значения в стратегии повстанческого движения, имея временный характер и, по мнению украинских историков, сводя боевые действия повстанческой армии против немецких войск к формам «самообороны народа», трактуя нацистов как временных оккупантов Украины. Идея широкомасштабного восстания против Германии вообще не была реализована, поскольку, во-первых, для этого не было сил, а во-вторых, главным врагом националисты по-прежнему считали Советский Союз, к тому времени перехвативший инициативу в войне с Третьим рейхом. Главной целью антинацистких действий ставился не их разгром, а недопущение германских нападений на территорию, контролируемую УПА. О таком характере действий говорит доклад Ивана Шитова от 24 апреля 1943 года в адрес Украинского штаба партизанского движения: «Диверсионной деятельностью националисты не занимаются, в бой с немцами вступают только там, где немцы издеваются над украинским населением и когда немцы нападают на них». Потери вермахта от действий УПА оцениваются в максимум 15 тыс. человек. В целом, вооружённые акции УПА на антигерманском фронте не имели стратегического значения и не повлияли на ход борьбы между Германией и Советским Союзом и не сыграли заметной роли в освобождении территории Украины от немецких оккупантов. ОУН и УПА не удалось предотвратить вывоз около 500 тыс. украинцев западных областей на каторжную работу в Германию, им также не удалось воспрепятствовать «хозяйственному грабежу народа» нацистами.
Совершенно иначе вели себя бойцы УПА по отношению к советским партизанским отрядам. В донесениях, сводках, отчётах и мемуарах партизанских командиров эта тема — бои против вооруженных отрядов украинских националистов — присутствует постоянно. Однако основным заданием советских партизан в 1943—1944 годах были диверсионные действия на железных дорогах. К этому крайне негативно относились националисты, поскольку немцы, в ответ на диверсионную активность партизан, расстреливали заложников в тюрьмах, в том числе националистов, а также проводили карательные акции против украинских деревень, покрытых подпольной сетью ОУН.
Вместе с тем с весны 1943 года УПА проводила на Волыни кампанию по массовому уничтожению польского населения, жертвой которой стало не менее 30—40 тысяч поляков. По подсчётам, в результате ответных карательных действий польских военных формирований, подчинявшихся Армии Крайовой, на Волыни погибло также не менее 2000 гражданских украинцев.
После Третьего чрезвычайного большого съезда ОУН бои УПА с немцами продолжались. Однако, несмотря на поражения Германии на Восточном фронте, осенью немецкое командование решило «навести порядок» у себя в тылу. В середине октября началось ещё одно крупное наступление карательных войск на территории, контролируемые повстанцами, которое возглавил обергруппенфюрер СС Ганс Прюцман. В ходе осенних операций 1943 года были ликвидированы т. н. повстанческие «республики» на Волыни. Для разгрома «Колковской республики» даже была проведена операция с применением авиации и артиллерии. Иногда на местах отряды УПА и советских партизан даже договаривались о взаимном нейтралитете ради более успешной борьбы с немцами. Такое соглашение было, например, заключено группой «Саблюка»[что?] с местными партизанами в конце 1943 года около с. Яцковцы.
Но в начале 1944 года ситуация резко изменилась, отряды и руководство УПА, предвидя поражение Германии, искали контактов с немцами для того, чтобы использовать их в борьбе против более грозного для них врага — «Советов». Сотрудничество между ОУН-УПА и нацистской Германией — доказанный факт. Подтверждением этому служат как немецкие/советские документы, так и материалы ОУН. Факты сотрудничества ОУН(б) с немцами привели к появлению версии о том, что УПА якобы была создана немецкими спецслужбами. По мнению украинских историков, это утверждение не соответствует действительности и какой-либо немецкой документальной базой не подтверждается.
В начале 1944 года советские войска заняли значительную часть территории Волыни. С марте они заняли Винницу, Проскуров, Черновцы, Каменец-Подольский, Коломыю. Отряды УПА оказались по обе стороны фронта. К востоку от фронта начались бои против войск НКВД. К западу от фронта создалась новая ситуация, в которой УПА вынуждена была постоянно защищаться против советских партизан, которые пополнялись парашютистами, порой даже чаще, чем защищаться или наступать против немцев. Один немецкий документ, датируемый началом 1944 года свидетельствует о многочисленных боях между УПА и советскими партизанами в 63 километрам к юго-западу от города Сарны, а другой — в местности между реками Стыр и Горынь. При этом ощущалась нехватка оружия, боеприпасов, медикаментов. Борьба УПА против двух превосходящих сил стала чрезвычайно тяжелой.
13 января 1944 г. между местными отрядами УПА и начальником немецкого гарнизона в Каменец-Каширском районе было достигнуто соглашение, по которому УПА в обмен на постройку моста через реку Турия и защиту города от советской армии получала боеприпасы, фураж и, наконец, сам город. Было немало случаев, когда повстанцы выменивали у немцев оружие на продовольствие. Последний глава УПА Василий Кук в своём интервью российскому историку Александру Гогуну свидетельствовал: «Они нам давали винтовки, мы им — сало».
20-21 января 1944 года в районе села Злазне Костопольского района Ровенской области состоялись переговоры между офицером немецкого корпуса «боевая группы Прюцмана» и представителем одного отряда УПА. Уповцы согласились передавать немцам разведывательные данные (но отказались воевать совместно с немцами). Немцы согласились в ограниченном количестве поставлять ОУН боеприпасы. Кроме того генерал Артур Гауффе, комендант 13-го армейского корпуса вермахта подал собственную оценку действий УПА 29 января: «Вооруженные силы УПА борются за свободную и независимую Украину и фанатично верят, что смогут достичь этой цели, их врагами являются немцы и русские. Они соглашаются сейчас идти с нами на переговоры потому, что в данный момент они считают наиболее опасными русских». Также он высказал мнение о том, что в некоторых случаях можно поставлять тому или иному отряду незначительное количество боеприпасов. Если же невозможно заключить соглашение о сотрудничестве или нейтралитет, то «воевать против УПА так же, как и против всех других банд и уничтожать их».
На основании полученных от Гауффе данных, начальник СД в дистрикте Галиция оберштурмбаннфюрер СС Йозеф Витиска 24 февраля 1944 года издал приказ № 395/44, по которому командирам частей, находящихся в подчинении 4-й танковой армии, надлежало:

«…1. Положить в основу, как и раньше, беспощадную борьбу против банд всякого рода.

2. Если в отдельных районах большие или малые группы украинского националистического движения объявят о своей борьбе на стороне немецкого вермахта против русских регулярных частей или советских банд, то из этого следует извлечь пользу для своих войск. В частности, таким образом настроенные украинские соединения необходимо использовать для проведения разведки, а особенно против советских банд».

4. В связи с трудностями опознания национальной принадлежности банд, рекомендовать украинским националистическим формированиям при появлении немецких войск уклоняться от встречи

Договоры или соглашения с украинскими националистическими бандами письменно не оформлять.
12 февраля 1944 в окрестностях Кременца и Вербы была достигнута ещё одна договорённость. Отряд УПА прекратил нападать на немецкие подразделения, потому что в то же время вёл бои против большого количества рейдирующих советских партизан в районе Кременца и Антоновцев. Между вермахтом и УПА был установлен специальный пароль «Гауптманн Феликс», но действовал он недолго. Бригаденфюрер СС Карл Бреннер отмечал, что со стороны УПА поступали угрозы военнослужащим вермахта, в связи с тем, что последние занимались грабежом населения и немецкой администрацией проводилась депортация пожилых людей на каторжные работы в Рейх.
Сотрудничество германского командования и УПА подтверждают и донесения советских партизан. Основным негативным фактором от действий УПА указывалась утрата одного из важнейших козырей партизан — скрытности перемещения, — наблюдатели ОУН и УПА сообщали немцам о местонахождении партизанских отрядов. Им же УПА передавало захваченных партизан и парашютистов. При этом руководство ОУН оставляло инициативу переговоров с немцами только за собой, так как боялось, что переговоры с немцами, стань они достоянием гласности, полностью скомпрометируют украинское движение. Узнав о переговорах командиров УПА с немцами на местах, главнокомандование УПА запретило вести переговоры с немцами. 7 марта один из куренных УПА-Север Порфирий Антонюк-«Сосенко», который вел переговоры с немцами, в соответствии с решением воинского трибунала был расстрелян.
По данным НКВД 25 февраля 1944 года отряды УПА вместе с немцами произвели наступление на город Дубровица Ровенской области.
Уничтожение 9 марта 1944 года бандеровцами Героя Советского Союза, разведчика Николая Кузнецова («Пауля Зиберта») также было следствием сотрудничества украинских националистов со спецслужбами нацистской Германии. Когда Кузнецов бежал из Львова, львовское отделение гестапо информацию о нём разослало повстанцам, из-за чего они смогли поймать Кузнецова и его спутников, и, допросив, уничтожить.
Из докладной записки Народного комиссара государственной безопасности УССР Савченко Народному комиссару государственной безопасности СССР Всеволоду Меркулову 1 марта 1944 года: «При обыске у ТКАЧЕНКО-«ДОРОША» были обнаружены и изъяты два приказа, изданных им, как "шефом партизанского штаба диверсионных действий группы Востока УПА". ПРИКАЗ №2 …приказываю: Все отступающие немецкие части разоружать на каждом шагу, разоруженным показывать направление на запад и отпускать… На ликвидацию сексотов или иных вредных людей запрещаю расходовать боеприпасы /стрелять/».
Среди подразделений УПА, заключивших локальные соглашения с немцами, был и курень Макса Скорупского-"Макса". Во время рейда в приграничные районы Галиции, 11 марта 1944 года он заключил с немцами договор о сотрудничестве против советских войск. Немцы передали повстанцам оружие, боеприпасы и перевязочные материалы. Начальник полиции безопасности и СД Львова полковник полиции Вальтер Биркамп рекомендовал относиться к УПА, не как к "банде", а как к союзному войску. Куреню "Макса" дали добро на штурм монастыря в Подкамене, где прятались до 500 поляков. Возможно, что Служба безопасности ОУН за переговоры с немцами намеревалась казнить "Макса", но он (догадываясь о своей судьбе) дезертировал после получения повестки о явке в Службу безопасности ОУН.
2 апреля 1944 года глава УПА-Север — Дмитрий Клячкивский через абверкоманду группы армий «Северная Украина» передал письмо в Главное командование немецкой армии в Галиции, в котором обозначил условия, на которых УПА могла бы скоординировать свои действия против большевиков с вермахтом:
1. Командование немецкой армии добьется от правительства Германии освобождения из тюрем и возвращения на родные земли Проводника ОУН Степана Бандеру и всех политических заключенных (...).
2. Части немецкой армии, администрации и полиции прекратят акции уничтожения населения украинских земель, также как их имущества или личной свободы.
3. Факторы немецкой армии, администрации и полиции не будут препятствовать мобилизации украинского народа к УПА.
4. Немецкие войска, администрация и полиция не будут вмешиваться во внутренние дела украинских земель и не будут препятствовать нам в преодолении элементов, которые сотрудничают с большевиками или хотят с ними сотрудничать.
5. Немецкое командование выдаст со своих складов для довооружении отделов УПА: 10000 винтовок, 250 000 патронов к ним, 200 штук скорострелов «Кольт» и по четыре ленты патронов к ним, 20 полевых коротких пушек, 30 штук гранатометов «Штокесив», 10 зенитных пушек, 500 большевистских «финок» или немецких «МП», 500 револьверов бельгийских «НФ» калибра 9 мм, 10000 гранат, 100 мин и соответствующее количество патронов для пушек, гранатометов и пистолетов.
6. Немецкие военные и полицейские части не будут препятствовать УПА проводить боевые, политические и разведывательные операции.
7. Немецкие части обяжутся дать повстанцам возможную помощь авиацией.

При этом Клячкивский отметил, что есть большие сомнения относительно победы самой Германии над большевиками, а это потому, что:
1. в наиболее критический момент Германию бросают все её прежние союзники;
2. бессмысленная политика сумасшедшего Гитлера и его бандитско-партийной клики натравила против Германии порабощенные народы Востока и Запада Европы;
3. немецкая армия деморализована и утратила веру в победу ... »[128].

В течение весны во Львове происходили переговоры уполномоченных полиции безопасности и СД Галиции с греко-католическим священником Иваном Гриньохом, выступавшим под псевдонимом «Герасимовский», которые полностью закончились только летом 1944 года|15|06|2021}}. Вторая встреча между Гриньохом и немецким представителем оберштурмбаннфюрером СС доктором Витиской состоялась во Львове 23 марта 1944. На переговорах было достигнуто соглашение об освобождении отдельных политзаключенных (Дарья Гнаткивская-Лебедь и её ребёнка) и о передаче Повстанческой армии оружия для борьбы в советском тылу. Немцы, теоретически согласились давать оружие тем повстанческим отрядам, которые должны были пересечь линию фронта и выйти в советский тыл. Очередная встреча между Гриньохом и оберштурмбаннфюрером доктором Витиской состоялась 28 марта во Львове. Немецкий участник переговоров обвинил украинских националистов в том, что они продолжают нападения на немецкие войска, полицию, хозяйственные учреждения, проводят антинемецкую пропаганду и «разлагают» дивизию СС «Галичина». «Герасимовский» пообещал посодействовать прекращению враждебных действий в отношении немцев.
Однако, всё же никакой договорённости достигнуто не было. Только в начале осени 1944 года Гриньох в присутствии немцев встретился с находившемся в концлагере Степаном Бандерой и проинформировал его о переговорах. А Йозеф Витиска 22 апреля 1944 года телеграфировал руководителю гестапо Генриху Мюллеру о враждебной к немцам деятельности:

Совершая террор против поляков, УПА выступает в дистрикте как внушительная дестабилизирующая сила, она намерена усиливать эту деятельность впредь и стремится увлечь всю украинскую молодежь так называемой «лесной идеей». К этому следует прибавить, что отдельные группы, особенно в южной части дистрикта, не боятся даже нападать на подразделения германского вермахта.
10 апреля 1944 года ГК УПА издало распоряжение, под угрозой смерти запрещавшее местным организациям сотрудничество с немцами. Угроза была приведена в исполнение по отношению к некоторым командирам отрядов. Например, 15 апреля 1944 года был казнен ещё один офицер УПА Николай Олейник-«Орёл» за заключение договора с немцами о совместной борьбе против советских партизан и поляков. В опубликованных донесениях руководителей подразделений Абвера содержатся сведения о переговорах с «Орлом» в г. в Каменке-Струмилово. «Орел» согласился в соответствии с указаниями германской стороны «заградить свой отрезок территории в 20 км на восток, против вторжения советско-русских банд или их частей, или например, взять на себя защиту дорогу Львов — Перемышль» и передал трофейную советскую карту. Прощаясь, «Орел» пригласил немцев отпраздновать Пасху вместе с его подразделением. Заверенные делом «Орла» тенденции могли привести к «разложению» УПА и командование было обязано жестоко прекратить любые самовольные переговоры. После расстрелов «Орла» и «Сосенка», большинство повстанческих полевых командиров по просьбе немцев о переговорах давали стандартный ответ — «Договоритесь себе с нашим проводником Степаном Бандерой, приказам которого мы подчиняемся и которого вы удерживаете в своих руках».
На совещании начальников 101-й, 202-й и 305-й абверкоманд во Львове 19 апреля 1944 г. начальник «Абверкоманды 101» подполковник Лингардт сообщал, что ранее он проводил свою разведывательную работу главным образом через военнопленных: «Под влиянием военных успехов Красной Армии сейчас почти невозможно привлекать их для использования в немецких интересах. По этой причине единственной возможностью для него остаётся использование людей УПА. За линией фронта без связи с УПА его разведывательная деятельность была бы немыслимой». Начальник «Абверкомманды 202» подполковник Зелигер высказал аналогичные взгляды. Против высказался начальник «Абверкомманды 305» полковник Христианзен, поскольку по вине УПА 14 Гренадерская Дивизия СС-Галичина, равно как и украинская вспомогательная полиция, большей частью находятся на грани разложения, а их члены массово переходят в ряды повстанцев.
20 апреля 1944 командующий немецкой группы армий "Северная Украина" Вальтер Модель написал краткую инструкцию по обращению немецких солдат при встрече с отрядами УПА. Он констатировал, что в отдельных случаях отряды УПА идут на определённые соглашения, но потому, что украинцы сейчас видят большую опасность в возвращении советской власти. И немцы должны понимать позицию УПА, направленную против любого иностранного господства. В редких случаях предложенную отрядам УПА сотрудничество для военных целей ещё можно использовать; в частности оказывать поддержку, когда речь идет об усилении групп УПА на Волыни и Полесье, но никаких документов, которые бы освещали ход и последствия указанных операций пока не обнаружено.
3 мая во Львове вновь состоялась встреча между Иваном Гриньохом и Йозефом Витиской. «Герасимовский» сообщал ему, что украинские повстанцы захватили в плен 20 советских парашютистов и готовы передать их немцам при условии, чтобы охранная полиция помиловала и освободила приговоренных к смертной казни за хранение оружия националистов. Опубликованы также документы германской полиции о переговорах с руководителями одной из групп УПА Ярославом Хмелем 19 мая 1944 г. Из переписки окружного руководителя в Каменке-Струмилово Неринга с Хмелем очевидно, что украинские националисты передавали немцам интересующую их информацию.
Но даже в то время, когда УПА вела переговоры с немцами, отдельные отряды бандеровцев вступали в бои с оккупантами.  В третьей декаде апреля 1944 оперативные команды СС и полиции в дистрикте Галиция совместно с некоторыми подразделениями вермахта начали первую волну осуществления организованного боевого наступления на местные отделы УПА, действовавшие на важных для немецкой армии стратегических направлениям. Непосредственным толчком к этому стали нападения вооруженных формирований украинского движения Сопротивления на объединённые соединения вермахта и венгерских войск в Галиции. В окрестностях Дрогобыча и Стрыя на подавление украинского движения Сопротивления были брошены отряды пограничной охраны, подчиненные руководителю СС и полиции в дистрикте Галиция. Небольшие соединения немецкой полиции и вермахта атаковали также отделы УПА в окрестностях Солотвино, Бережаны и ряда других городов Галичины.
Согласно одному немецкому донесению 26 июня 1944 г. произошёл бой возле города Николаева на Львовщине, в ходе которого гитлеровцы убили 29 членов УПА и взяли в плен 250 повстанцев.
Важным аспектом взаимоотношений УПА и Германии является деятельность дивизии Ваффен-СС «Галичина». По утверждению украинского эмигрантского историка Владимира Косика, ОУН-Б выступала против создания дивизии и вела агитацию против неё. Однако, как показывают более пристальные исследования и воспоминания самих членов дивизии, дело обстояло сложнее. В ОУН-Б были разные мнения относительно дивизии. Часть руководства, включая Романа Шухевича, выступала за то, чтобы националисты шли служить в дивизию для получения военной подготовки. Другие, включая проводы ПЗУЗ (Северо-западные украинские земли) и ПУЗ (южные украинские земли), выступали против. В результате было принято компромиссное решение: публично ОУН осуждала дивизию, но для получения военной подготовки и влияния в дивизии проводила туда свои кадры. С февраля 1944 года некоторые отряды УПА совместно с частями дивизии «Галичина» вели борьбу с советскими и польскими партизанами на территории Генерал-губернаторства. Позднее, после битвы под Бродами, УПА формировала свои ряды из бывших уцелевших членов дивизии. Всего ряды УПА пополнили до 3000 человек.
На момент окончания Львовско-Сандомирской операции практически вся Галичина уже была в руках Советов. 27 июля Красная армия захватила Львов, Станислав и Перемышль, 6 августа — Дрогобыч и Борислав. Тем самым немцы потеряли почти всю Украину, за исключением горного хребта и Закарпатья.
18 августа 1944 года начальник штаба армии «Северная Украина» генерал Вольф-Дитрих фон Ксиландер передал штабам армий пункты соглашения, которое заключил представитель УПА с офицером вермахта в районе Турки. Соглашение предписывало немцам не атаковать отряды УПА, если те не будут атаковать первыми. УПА, в свою очередь, соглашалась помогать вермахту разведданными и выводить немецких солдат за линию фронта.|15|06|2021}} {{нет АИ 2|Это соглашение рассматривалось УПА как «тактическое средство, а не настоящее сотрудничество. Последним шагом в направлении окончательного свертывания антигерманского фронта ОУН и УПА можно считать часть 1 приказа группы УПА «Запад-Карпаты» от 22 августа 1944 года. В нём отмечалось, что «немцы с отпущением украинской территории перестают быть для нас оккупантом и главным врагом». Исходя из этого, в приказе обращалось внимание на необходимость «сохранения Народной энергии на решительную и окончательную расправу с главным врагом Украины (большевиками)». Тем не менее, стычки между отрядами УПА и немцами продолжались, нередки были случаи нападения повстанцев на отступающие или разбитые части Вермахта с целью захвата оружия. Последнее столкновение произошло 1 сентября 1944 года. К концу месяца фронт уже вышел за пределы большей части Западной Украины.
К концу 1944 года, по мере того, как Красная армия продвигалась на Запад к границам Германии, руководство нацистской Германии было вынуждено окончательно пересмотреть своё отношение к украинскому национализму и УПА как потенциальному союзнику в войне против СССР. 28 сентября 1944 германские власти выпустили из концлагеря Заксенгаузен Степана Бандеру и Ярослава Стецько с группой ранее задержанных деятелей ОУН(б). Германская пресса публикует многочисленные статьи об успехах УПА в борьбе с большевиками, называя членов УПА «украинскими борцами за свободу». С осени 1944 года в немецких военных школах организовывались курсы, которые должны были в течение двух-трёх месяцев подготовить специальные разведывательно-диверсионные отряды из украинских националистов и немцев. Их должны были выбрасывать с парашютом за линию фронта на территорию Западной Украины, где диверсантам рекомендовалось наладить связь и сотрудничество с УПА, и организовать самостоятельные повстанческие отряды. Общая численность этих групп составила несколько сот человек, но в должной степени их не удалось использовать. Столь рискованные планы стали известны органам НКВД. Практика применения диверсантов-парашютистов благодаря оперативным действиям советской стороны на протяжении осени-зимы 1944 года в целом себя не оправдала. Да и повстанцы далеко не всегда лояльно встречали высадившихся десантников. В их отношении командование УПА издало специальное указание задерживать и разоружать эти группы, и после проверки органами СБ ОУН переводить в УПА или боёвки, как обычных стрелков «с правом аванса». «Ненадёжные» подлежали уничтожению. Документ делил «парашютов» на чужих и своих. Первые — «национальные парашютные подразделения (власовцы, немцы)». Вторые — диверсионные и разведывательные группы, выбрасываемые абвером на базы УПА..
Бандеру и других оуновских деятелей после освобождения из концлагеря перевезли в Берлин. Там Бандере предоставили квартиру в доме, где на нижнем этаже жили гестаповцы, которые за ним следили. Тут ему предложили, чтобы он возглавил украинский освободительный комитет, который должен быть создан в Германии (по аналогии с русским освободительным комитетом генерала Андрея Власова). Этому комитету должны были подчиняться все украинские националистические группировки и даже УПА. Бандера заявил, что он не может создать такой комитет, так как за своё время пребывания в концлагере он не имел ровным счётом никакого влияния на ОУН, УПА и УГВР. Он посоветовал немцам обратиться к другим тематическим объединениям и деятелям. Подробнее о привлечении Степана Бандеры к созданию Украинского национального комитета свидетельствует заметка сотрудника Министерства по делам Восточных территорий Отто Бройтигама. В ней он о бандеровцах отзывается с явным недоверием: «В прошлом это движение было направлено больше против Германии, чем против большевизма. И все же руководимая этим движением УПА является сегодня очень ценным орудием борьбы против большевиков, что заслуживает всяческой поддержки, хотя многие представители немецкой гражданской администрации и стали ее жертвами.».
В октябре 1944 года группа абверовских диверсантов из семи человек во главе с Дитрихом Витцелем совершила рейд в тыл Красной Армии, который закончился 7 ноября 1944. В ходе рейда на территорию Украины Кирн-Витцель выдавал себя за англичанина, и его целью было узнать, каковы отношения УПА к западным союзникам. После рейда группу Витцеля самолётом доставили в Краков. Капитан «Кирн», в частности, указывал, что, ведя переговоры со штабом УПА-Запад, он узнал о том, что, в рядах УПА находятся несколько сотен немецких солдат и офицеров. 17 ноября 1944 года руководство ОУН(б) сообщило Альфреду Розенбергу о создании в июле Украинской головной освободительной рады (УГВР) — подпольного парламента во главе с Кириллом Осьмаком. Ранее министр оккупированных территорий признал бандеровцев правомочными представителями украинского народа, запретив употреблять в печати по отношению к бойцам УПА кличку «бандиты».
Подробности отношений украинских националистов и немцев на рубеже 1944—1945 гг. можно узнать из протокола допроса абверовца лейтенанта Зигфрида Мюллера. В конце осени был прикомандирован к «Абверкоманде-202» (г. Краков). При назначении он прошёл инструктаж. «Заместитель начальника отдела I-Ц генерального штаба по делам разведки капитан Дамерау и капитан Штольц сообщили мне, что в октябре 1944 г. начальник «Абверкоманды-202» капитан Кирн установил связь с южным штабом УПА и ведет с украинскими националистами переговоры о привлечении повстанческих отрядов УПА к проведению диверсионной работы в тылу Красной Армии». Для детального выяснения возможностей дальнейшего сотрудничества 27 декабря с Кракова в расположение Главного командования УПА самолётом переброшена специальная группа в составе Витцеля (Кирна), Юрия Лопатинского — бывшего адъютанта Шухевича в батальоне «Нахтигаль», Василия Чижевского с инструкциями от Бандеры и радиста Скоробагата. Во время встречи с командующим УПА Шухевичем ему передали 5 млн рублей, которые предназначались для финансирования антисоветской борьбы ОУН и УПА. По показаниям соратника Бандеры — Василия Дьячука лидер ОУН в феврале 1945 года при помощи членов организации сбежал из квартиры в Берлине и по фальшивым документам переехал в Южную Германию. Там ему удалось скрыться от гестапо до конца войны.
В целом взаимоотношения УПА и немцев в этот период современные украинские историки характеризуют как «вооруженный нейтралитет» — УПА обязывалась первой не нападать на немецкие силы, предоставлять немецкой стороне разведывательные данные, получая в обмен оружие и ответный нейтралитет. В случае нападения немцев на отряды УПА или украинские села формирования УПА должны были давать решительный отпор. Однако такой была политика ГК УПА. На местах отдельные командиры часто без санкции сверху вступали в переговоры ради совместных действий против Красной Армии с немцами. Бывший командир УНС Александр Луцкий рассказывал на допросе в НКВД, что провод ОУН официально выступал против переговоров с немцами. За локальные переговоры с оккупантами Служба Безопасности ОУН ликвидировала несколько десятков полевых командиров. Смертная казнь, по словам Луцкого грозила даже Василию Кук, но его спасли только личные боевые заслуги.
Контакты немцев с УПА прекратились в начале 1945 года. Приближающаяся катастрофа нацистской Германии не способствовала продолжению сотрудничества. Соглашения с точки зрения украинского подполья стали приносить больше вреда, чем пользы. Немногие немцы, воевавшие на украинской стороне, остались в УПА. Вполне возможно, что это — группа инструкторов по разведке и диверсиям, выступавшая там в связи с заключёнными соглашениями. Были также некоторые дезертиры из вермахта, которые попросту не хотели продолжать сражаться за Гитлера. Как указывают современные украинские историки, в 1944 году немцы в рамках сотрудничества передали УПА около 10 тысяч станковых и ручных пулеметов, 26 тысяч автоматов, 72 тысячи винтовок, 22 тысячи пистолетов, 100 тысяч ручных гранат, 300 полевых радиостанций. Бывший начальник полиции безопасности и СД в Галиции Йозеф Витиска, касаясь взаимоотношений УПА с немцами, в своём рапорте 18 декабря 1944 года на эту тему заявлял: «Те несколько связей, которые отдельные подразделения УПА имели с частями вермахта и за разведывательную информацию получали от них военное снаряжение, не имели существенного значения».
Немецкий фельдмаршал Эрих фон Манштейн, командующий группой армий «Юг», в своей книге «Утерянные победы» упомянул отряды УПА, как «боровшиеся с советскими партизанами, но, как правило, отпускавшие на свободу попавших им в руки немцев, отобрав у них оружие». Сотрудник Министерства по делам Восточных территорий Отто Бройтигам в своих послевоенных мемуарах о отрядах УПА также писал: «На Украине появилось движение Сопротивления, Украинская Освободительная Армия (УПА), которая направила свое оружие против напиравшей Красной армии, точно так же как и против немецкой гражданской администрации на селе. Против немецкой армии она не сражалась».
В сообщениях советских партизан относительно действий УПА в 1944 году на Волыни указывалось: «Находясь продолжительное время (июнь 1943 — январь 1944) на территории Волынской и Ровенской областей, мы не располагаем какими-либо фактами о том, где украинские националисты, помимо повсеместной пустой болтовни в своей печати, вели борьбу против немецких захватчиков и поработителей». (из докладной записки Никите Хрущеву и Тимофею Строкачу от Алексея Фёдорова 21 января 1944 года). В докладной записке от 22 июля 1944 года Демьян Коротченко писал Хрущёву: «Украинские националисты не пустили под откос ни одного немецкого эшелона, не убили ни одного немца, не считая случаев уничтожения отдельных полицаев».
Канадский учёный-политолог Иван Качановский также считает, что антигерманские акции, проводимые УПА и ОУН(б) были незначительными в сравнении с их антисоветской деятельностью, лишь 6 % лидеров УПА и ОУН (б) и 0,3 % лидеров СБ-ОУН на Волыни погибли в столкновениях с нацистами. В то же время, как 53% были уничтожены в результате действий советских, а также польских, чехословацких и восточногерманских органов госбезопасности, 19% были арестованы советскими властями и властями их восточноевропейских союзников и были казнены, умерли в заточении или получили длительные сроки заключения. Около 12% прорвались на Запад, где в дальнейшем сотрудничали со спецслужбами Англии и США. Об антинемецкой борьбе он писал так: «Утверждается, что УПА совершила несколько вооруженных вылазок против германской полиции и оккупационных войск, их союзников, а также польских и иных коллаборационистов. Однако, какие-либо достоверные оценки немецких потерь в результате действий УПА отсутствуют. В своих многочисленных источниках украинские националистические историки трубят о тысячах немцев, якобы уничтоженных УПА. Однако, данные о потерях в отдельных акциях и стычках с немцами очень часто раздуваются, поскольку соответствующие потери УПА приводятся националистическими источниками на несколько порядков ниже».
В «Справке СБУ No 113 от 30 июля 1993 года» указывается, что «В архивах содержатся материалы, трофейные документы ОУН-УПА и немецких спецслужб, которые свидетельствуют лишь о мелких стычках между подразделениями УПА и немцами в 1943 году. Никаких значительных наступательных или оборонительных операций, масштабных боёв в документах не зафиксировано. Тактика борьбы подразделений УПА с немцами в указанный период сводилась к нападениям на посты, мелкие войсковые подразделения, обороны своих баз, засад на дорогах».

### УПА-Полесская Сечь
К моменту начала формирования бандеровской УПА (весна 1943), в ряде районов Волынской, Ровенской, Каменец-Подольской и в западных районах Житомирской области с начала 1942 уже действовала военная организация с аналогичным названием под командованием Тараса Бульбы-Боровца. Она была создана ещё 28 июня 1941 года под названием Полесская Сечь. Руководители придерживались идеи независимости Украины (Тарас Боровец (Бульба) был близок к руководству Государственного центра УНР в эмиграции во главе с Андреем Левицким), поэтому Полесская Сечь своим главной задачей считала борьбу против отступающих частей Красной армии, советского подполья и партизанских групп.
После оккупации значительной части СССР гитлеровцы не скрывали расистское отношение к оккупированным народам, в том числе к украинцам. 15 ноября было отдано распоряжение о ликвидации Полесской Сечи. Поводом стал отказ её старшин участвовать в расстреле еврейского населения в Олевске 12 ноября 1941 года. После формального роспуска группировки Боровец со своими сторонниками скрывался в лесах Березнивского, а позже - Костопольского и Людвипольського районов (Ровненская область).
В декабре 1941 отряды Боровца переименованы в Украинскую повстанческую армию.
С началом весны 1942 на территорию, контролируемую Боровцом, надавливают нацисты: отбирают продовольствие, высылают рабочую силу в Германию. Группировка начинает наполняться недовольными. В апреле под давлением рядовых солдат Боровец отдал своим отрядам приказ перейти к боевым действия против немецких оккупационных сил. Но нападения на немецкие объекты осуществлялись в основном с целью обеспечить себя продовольствием, обмундированием и заявить о себе как о защитнике прав украинского народа. Такая ограниченная борьба с гитлеровцами длилась всего с апреля по сентябрь 1942. Самой серьёзной и известной операцией против немцев был налет на железнодорожную станцию Шепетовка в августе 1942. Подобные антигерманские действия не наносили противнику значительный ущерб и давали надежду на достижение компромисса с ним в будущем. Время от времени Тарас Боровец (Бульба) и его сторонники шли на контакт с рейхскомиссаром Украины Эрихом Кохом и вели переговоры.
8 декабря 1942 года Тарас Боровец прислал письмо шефу полиции безопасности Волыни и Подолья доктору Питцу, в котором писал, что рассматривает Германию «как временного оккупанта, а не как врага» и что в отношении немцев он придерживается политики «не помогать, но и не вредить». 11 декабря 1942 года Питц отправил руководству письменный отчёт о содержании письма.
Советские партизаны, воевавшие на Западной Украине, оценивали численность бульбовцев на лето 1943 г. вплоть до 10 000 человек. Николай Лебедь, руководивший ОУН(б) до мая 1943 года, в написанной им после войны книге «УПА» оценивал численность отрядов Боровца в 150 человек.
Двойственность позиции характерна для Боровца и по советским партизанам. Нейтралитет, который сохранялся в течение 1942 — начале 1943, весной 1943 изменился острым противостоянием сторон, от чего выигрывали немецкие оккупанты. Причиной стали не только различные политические ориентиры, но и изменение баланса сил в ходе войны, политика гитлеровцев, направленная на разжигание вражды между силами антинацистского фронта. Возможно, перемирие с советскими партизанами закончилось из-за того, что последние узнали о переговорах Боровца с немцами. По словам самого Боровца, 19 февраля 1943 года группа командиров и начальник штаба УПА Леонид Щербатюк-Зубатый попали в руки советских партизан и были расстреляны, а затем брошены в колодец. Щербатюк выжил и рассказал о случившемся. После этого с 20 февраля 1943 года. «УПА официально вступила в открытую борьбу на два фронта — против двух социализмов: германского и советского».
В марте 1943 года в Городницком районе Житомирской области советские партизаны из соединения И. Я. Мельника атаковали немецкий полицейский гарнизон в селе Малая Глумча, во время этого боя «бульбовцы» оказали помощь гарнизону, атаковав советских партизан.
В мае 1943 года боевики Полесской Сечи начали вступать в 105-й «украинский» полицейский шуцманншафт-батальон, находившийся в Сарнах.
Бандеровцы свои вооруженные формирования назвали также Украинской повстанческой армией. Боровец 20 июля 1943 года переименовал свои подразделения из УПА на Украинскую народно-революционную армию.
Чтобы получить поддержку в противостоянии с бандеровцами и советскими партизанами, Тарас Боровец вышел из подполья и обратился к гитлеровцам с очередным предложением о сотрудничестве. 19 ноября 1943 года он прибыл на переговоры в Ровно, 22 ноября его доставили в Варшаву, а 1 декабря 1943 года арестовали и отправили в блок Целленбау в концентрационном лагере Заксенхаузен, где кстати с января 1942 года сидели Степан Бандера и Ярослав Стецько. Остатки УНРА, базировавшиеся в лесах Сарненского, Костопольского и Олевского районов, в феврале 1944 были разбиты частями охраны тыла войск Первого Украинского фронта и органами НКВД УССР. Остальных участников УНРА (т. н. Северная Группа № 7) в количестве 28 человек были арестованы.
Боровец был выпущен немцами в сентябре 1944 года и привлечён к созданию Украинской национальной армии, ему было присвоено звание генерала УНА. Он был назначен командиром т.н. «Бригадой особого назначения». Этот отряд должен был быть сброшен в тыл Красной Армии для партизанской войны. Эти планы так и не были реализованы, и в конце войны украинские коллаборационистские союзники Гитлера потребовали, чтобы их перевели с Восточного фронта, чтобы они могли сдаться западным союзникам. Отряд Боровца сдался союзникам 10 мая 1945 года и был интернирован в Римини (Италия).

### ОУН (м)
- см. также ОУН (м)

После перехода ОУН(б) на нелегальное положение осенью 1941 года, ОУН(м) оставалась вполне легальной организацией, действовавшей в нацистской Германии. Однако позиция мельниковцев по отношению к немцам также претерпевала изменения вследствие массовых арестов и казней их сторонников в Киеве в начале 1942. На Конференции ОУН-М, состоявшейся в мае 1942 года в Почаеве, было принято решение об активной форме борьбы с оккупантами. Инициатором этого поворота в политике ОУН-М был провод ОУН-М на СУЗ во главе с Олегом Ольжичем. Им было дано поручение создать отдел украинской самообороны под названием Фронт Украинской революции. Это было повстанческое военное формирование, насчитывавшее несколько сотен бойцов. Оно начало формироваться летом, а осенью активно действовало на Волыни, сотрудничая с другими украинскими националистическими группировками, такими как Полесская Сечь. Командиром этого вооружённого формирования был Владимир Яворенко — бывший лейтенант советской армии, который в течение зимы-весны 1942 года находился в бандеровском подполье на Восточном поприще, в Днепропетровской области, хотя сам членом ОУН не был. Позже, разочаровавшись в весьма радикальных формах и методах деятельности ОУН (б), он разрывает связи с бандеровским подпольем и налаживает контакты с мельниковцами. Яворенко возвращается в родные края и активно участвует в создании ФУРа.
Позже, в декабре 1943 г., из мельниковцев был создан Украинский Легион Самообороны, однако это подразделение было полностью подконтрольно немцам и имело другое обозначение — 31-й охранный батальон SD.
После ареста Андрея Мельника в начале 1944 года и заключения его в концлагерь Заксенхаузен в марте 1944 г. была проведена ІІ Конференция ОУН-М. На ней уже официально зазвучали антинемецкие лозунги. Осенью 1944 года Мельника выпустили из концлагеря и привлекли к формированию Украинского центрального комитета.

### Украинцы в военизированных формированиях нацистской Германии

#### Дивизия СС «Галиция»
Многие украинские коллаборационисты служили в подразделениях вермахта. Более 700 коллаборационистов служили солдатами в 5-й танковой дивизии СС «Викинг», 1000 чел. — в танковой дивизии СС «Фрундберг», многие являлись военнослужащими 22-й дивизии Кейтеля, бригады «Нора» и др.
14-я добровольческая пехотная дивизия СС «Галиция» (1-я украинская), получившая это название 12 ноября 1944 после ликвидации Словацкого восстания, известна в литературе и современных СМИ под сокращённым названием «дивизия СС „Галичина“». Наряду с 13-й дивизией СС, она — первая дивизия СС, набираемая из «не-нордических» добровольцев дистрикта Галиция — галицийских украинцев. Формирование дивизии проходило при активной поддержке Украинской грекокатолической церкви, направившей в её ряды капелланов. Избыток добровольцев (от 80 до 91 тысячи) позволил сформировать ещё и 5,6,7 и 8-й добровольческие полки СС и 204 батальон СС, часть из которых была позже использована для воссоздания дивизии после её разгрома под Бродами в июле 1944 года. Подразделения дивизии с осени 1943 года участвовали в антипартизанской войне по всей территории Европы. В феврале 1944 из состава дивизии были сформированы две карательные группы, направленные для антипартизанских действий в Галиции совместно с 4 и 5 полками СС «Галиция», уже действовавшими в регионе.
В середине июля 1944 дивизия первого набора была уничтожена в «бродовском котле». В конце сентября 1944 боеготовая часть вновь сформированной дивизии была переброшена на подавление Словацкого восстания, к середине октября 1944 она была задействована в Словакии в полном составе. В начале 1945 дивизия была переброшена на австро-словенскую границу, где вела борьбу с югославскими партизанами. В середине марта дивизию должны были разоружить, передав её вооружение формируемой немецкой части, но быстрое продвижение Красной Армии вынудило перебросить её на фронт, где она действовала с 1 немецким кавалерийским корпусом и перед капитуляцией входила в подчинение 4-го танкового корпуса СС. В последних числах апреля 1945 дивизия формально стала 1-й украинской дивизией Украинской Национальной Армии, хотя на немецких картах она всё ещё имела прежнее название. В период с 8 по 11 мая 1945 части дивизии сдались американским и британским войскам.

#### Послевоенные события
Украинские военнослужащие дивизии, попавшие в плен к англичанам, были отделены от немецких и помещены в лагерь в окрестностях Римини (Италия). Из-за вмешательства Ватикана, который рассматривал солдат дивизии как «хороших католиков и преданных антикоммунистов», их статус был изменён англичанами с «военнопленных» на «сдавшийся вражеский персонал». При сдаче члены дивизии утверждали, что они не украинцы, а галичане, и этот факт послужил формальным поводом для отказа выдачи их, несмотря на неоднократные просьбы и требования советской стороны.
В судебном вердикте Нюрнбергского процесса значится, что физически невозможно выделить хоть какую-нибудь отдельную часть СС, которая бы не участвовала в преступных акциях, и объявляют любого и каждого члена СС военным преступником, а СС — преступной организацией, исключая, однако, тех лиц, которые были призваны в данную организацию государственными органами, причём таким способом, что они не имели права выбора, а также тех лиц, которые не совершали подобных преступлений. Приговор Международного военного трибунала по делу о преступлениях против мира, о военных преступлениях и преступлениях против человечности, совершённых СС, гестапо и СД.
Также на Нюрнбергском процессе были признаны преступниками члены и агенты СД, виновные в военных преступлениях, независимо от того, были ли они технически членами СС, или нет. 4—8 полки дивизии, ставшие основой её нового формирования осенью 1944, а также 204 охранный батальон и 31 батальон СД, вошедшие в её состав в 1944—1945, находились в подчинении СС и СД, поэтому их члены формально подходят под это определение.
Всё время работы комиссии проходила активная кампания балтийской и украинской диаспоры, представители которой призывали не рассматривать доказательства, предоставленные странами Восточной Европы и СССР, что в итоге и было достигнуто формальным способом.
14 ноября 1985 Комиссия установила жесткие требования к свидетельским материалам: 1) защита репутации посредством конфиденциальности, 2) независимость переводчиков, 3) доступ к оригинальным документам, 4) доступ к данным ранее свидетельским показаниям, 5) свобода допроса свидетелей в соответствии с канадской юридической практикой, 6) видеозапись допросов свидетелей. Удовлетворительного ответа до июня 1986 от советской стороны получено не было. В связи с этим комиссия решила, что времени на поездки Комиссии до завершения её работы недостаточно, отказавшись, таким способом, от рассмотрения доказательств с места рассматриваемых событий. Это, а также более поздние задержки с рассмотрением дел отдельных лиц, доказательная база по которым была принята к рассмотрению как достоверная, а также ряд других фактов, привело к тому, что канадское правительство неоднократно подвергалось критике за отсутствие ответственного подхода к делам нацистских военных преступников.

## Известные коллаборационисты и их судьбы
- Владимир Кубийович — глава Украинского центрального комитета. Один из инициаторов создания 14 Гренадерской дивизии СС «Галичина», после войны жил в эмиграции, умер в Париже.
- Павел Шандрук — глава Украинского национального комитета, с 24 апреля 1945 года — также командующий Украинской национальной армией, сформированной Верховным Командованием Вермахта на основе 14-й дивизии СС «Галиция» (в УНА — 1-я Украинская дивизия) и противотанковой бригады «Свободная Украина» (в УНА — ядро 2-й Украинской дивизии). Генерал Шандрук вывел 1-ю Украинскую дивизию с восточного фронта (Чехия) и сдался в Австрии американцам и англичанам 8 мая 1945 года[196]. Эмигрировал в США, где и умер.
- Любомир Огоновский — начальник украинской вспомогательной полиции во Львове с августа 1941 года. Как и вся львовская полиция, включен в дивизию СС «Галичина». В марте 1945 года тяжело ранен в боях под Веной. После окончания Второй мировой войны находился в эмиграции. Умер в Филадельфии, США.
- Григорий Васюра — старший лейтенант Красной Армии, попавший в плен к немцам и перешедший на их сторону, начальник штаба 118-го батальона Шуцманшафта. Принимал участие в сожжении Хатыни.
- Пётр Войновский — глава Буковинского куреня. Курень поддерживал тесные контакты с немецкими спецслужбами. Дискуссионной темой в историографии является его участие в расстреле евреев в Бабьем Яре в сентябре 1941 г. Существуют разные мнения относительно того, принимал ли участие курень Петра Войновского в расстреле евреев. Долгое время считалось, что бойцы Буковинского куреня принимали участие в расстреле евреев в Бабьем Яре. Но в последнее время появились работы, опровергающие это, указывая на то, что на момент начала расстрелов, курень в Киеве отсутствовал[59].
- Анатолий Конкель — комендант украинской вспомогательной полиции в Киеве осенью 1941. Известен под псевдонимом «Андрей Орлик», уволен за злоупотребления вскоре после сентябрьских расстрелов. В конце войны он служил в дивизии СС «Галичина» в звании сотника, попал в плен к Западным Союзникам и находился в лагере в Римини (Италия)[197]. Часто по ошибке комендантом полиции называют руководителя бандеровского подполья в Киеве, краевого проводника ОУН Дмитрия Мирона[198].
- Дмитрий Палиев — гаупштурмфюрер 14 гренадерской дивизии СС Галичина. Погиб в Битве за Броды, воюя в 13-м корпусе 4-й танковой армии Вермахта.
- Николай Палиенко — штурмбаннфюрер 14-й гренадерской дивизии СС «Галичина». Убит 21 июля 1944 года во время битвы за Броды недалеко от Княже, при попытке выхода из окружения.

- Александр Оглоблин — первый бургомистр Киева. Сняли его с должности нацисты уже через месяц после назначения из-за «чрезмерной» пропаганды украинской национальной культуры.
- Владимир Багазий — второй бургомистр Киева. 19 февраля 1942 года отстранён от должности за слишком активную самостоятельную националистическую политику. Казнён вместе с 19-летним старшим сыном Игорем в Бабьем Яру по обвинению в саботаже.